# Nippochelura brevicauda
Nippochelura brevicauda is een vlokreeftensoort uit de familie van de Cheluridae. De wetenschappelijke naam van de soort is voor het eerst geldig gepubliceerd in 1948 door Sueo M. Shiino.